# Katja Hemkentokrax
Katja Hemkentokrax (* 1993 in Nordrhein-Westfalen) ist eine deutsche Schriftstellerin, die vor allem Kinder- und Jugendbücher schreibt. Teilweise veröffentlicht sie ihre Werke unter dem Pseudonym Katie Kento.

## Leben
Die in Nordrhein-Westfalen geborene Autorin belegte den Studiengang Kulturwissenschaften mit den Schwerpunkten Literatur und Medien und schloss diesen mit einem Bachelor ab. Sie hat einen Master in Integrated Media. Nach dem Studium arbeitete sie in einem Verlagshaus in Hamburg. Sie lebt in Oldenburg.
Ihr bislang bekanntestes Werk ist das Buch Hotel Ambrosia, das in der Spiegel-Bestsellerkategorie Jugendbücher Platz 3 erreicht hat.

## Werke

### Kinderbücher
- Felina Fingerhut und das verhexte Schwarze Loch. Baumhaus Verlag GmbH, Frankfurt am Main 2024, ISBN 978-3-8339-0922-1.
- Felina Fingerhut und der verflixte Schmetterlingseffekt. Baumhaus Medien, Frankfurt am Main 2025, ISBN 978-3-8339-1032-6.

### Unter dem PseudonymKatie Kento
- Emmi lügt. Florian Isensee GmbH, Oldenburg 2022, ISBN 978-3-7308-1907-4.
- Bonfire Night: Raben über Whitechapel. Wreaders Verlag, Sassenberg 2023, ISBN 978-3-9859-5554-1.
- Adelaide Peel: Rheuma, Mord & Rauhaardackel. Piper Verlag, München 2023, ISBN 978-3-492-50680-9.
- Hotel Ambrosia - Du. Entkommst. Nicht. ONE Verlag, Köln 2025, ISBN 978-3-8466-0259-1.

### Publikationen mit Co-Autoren
- Katja Hemkentokrax, Dennis Schwark: Liv & Leif. Die Wurzeln des Schicksals. Arena digi:tales, Würzburg 2018, ISBN 978-3-401-84036-9. (nur E-Book)

Spiegelscherben-Trilogie:
- Anne Lück, Katja Hemkentokrax: Spiegelscherbenmelodie. epubli 2019, ISBN 978-3-7485-0524-2.
- Anne Lück, Katja Hemkentokrax: Spiegelscherbenharmonie. epubli 2020, ISBN 978-3-7502-8846-1.
- Anne Lück, Katja Hemkentokrax: Spiegelscherbensymphonie. epubli 2021, ISBN 978-3-7531-7813-4.